# Хайнс, Эмили
Эмили Хайнс (англ. Emily Haines, 25 января 1974, Нью-Дели, Индия) — канадская певица и музыкант, наиболее известная как участница групп Metric и Broken Social Scene. Она также является создателем собственного музыкального проекта Emily Haines & The Soft Skeleton. Хайнс обладает певческим голосом диапазона сопрано.

## Биография

### Ранние годы
Эмили Хайнс родилась в Нью-Дели, Индия, но через некоторое время родители вместе с маленькой Эмили переехали в Питерборо, Канада. Отец певицы, Пол Хайнс, после приезда в Канаду работал учителем французского языка, однако позднее он добился успеха в поэзии и в начале 1970-х годов сотрудничал с джазовой музыкантшей Карлой Блей. Сестра Эмили, Эйвери, в настоящее время работает тележурналистом, а брат, Тим Хайнс, — владелец канадской звукозаписывающей компании Bluestreak Records. О матери певицы ничего не известно.
С самого раннего возраста у Эмили Хайнс проявлялся интерес к музыке, который развивался во многом благодаря отцу. Будучи подростком, Хайнс увлеклась творчеством Роберта Уайетта и Пи Джей Харви. Эмили пошла по стопам своих родителей и поступила в школу искусств Этобико. Там она познакомилась с Эми Миллан и Кевином Дрю, с которыми в будущем Хайнс начнёт деятельность в составе музыкального коллектива Broken Social Scene.
В период с 1992 по 1993 год Эмили Хайнс обучалась в Университете Британской Колумбии. В 1995 году Эмили поступила в Университет Конкордия, где училась до 1996 года; в том же году Хайнс выпускает самиздатный альбом, куда вошёл студийный материал, записанный в студенческие годы.

### Музыкальная карьера

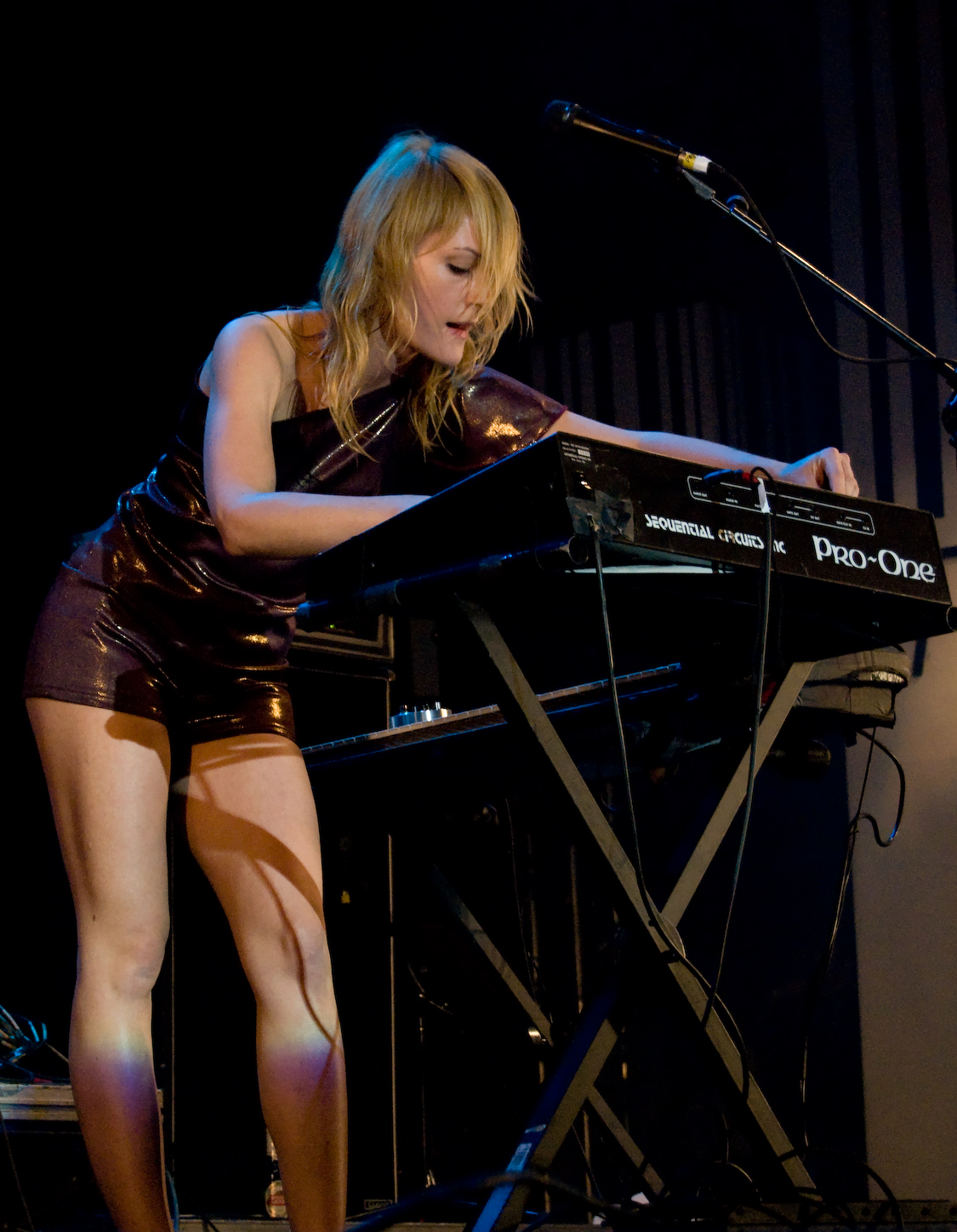
Эмили Хайнс за синтезатором Sequential Circuits Pro-One, выступление в Сан-Паулу, 2008

В 1997 году Хайнс знакомится с гитаристом Джеймсом Шоу, с которым благодаря общности музыкальных интересов. всерьёз начали заниматься музыкой и в 1998 году, после того, как они переехали в Бруклин, Нью-Йорк, музыканты основали группу Metric. Проект оказался успешным: на данный момент коллективом выпущено 5 студийных альбомов, среди которых Live It Out (2005) и Fantasies (2009) получили платиновый статус в Канаде.
Параллельно с деятельностью в Metric Эмили Хайнс играла в группе Broken Social Scene и сотрудничала с Delerium, Tiësto, The Crystal Method и многими другими. В 2006 Эмили Хайнс выпустила сольный альбом Knives Don’t Have Your Back, но под псевдонимом Emily Haines & The Soft Skeleton. Пластинка была положительно воспринята как музыкальными обозревателями, так и поклонниками творчества Metric. За Knives Don’t Have Your Back последовал релиз EP What Is Free to a Good Home?. По словам Эмили, на написание этого мини-альбома её сподвигла смерть отца.
В одном из интервью Хайнс вспоминала себя в начале творческого пути:

Есть миллион вещей, которые я могла бы сделать, то, что вызывало трудности раньше, но моменты, которыми я горжусь больше всего, — те первые шоу, когда нас слушали в выбранном наугад баре 15 человек, которые совершенно не разбирались в музыке. Я знаю, людям трудно представить себе, насколько это были тяжелейшие концерты, которые мы когда-либо играли. Я выступала с Лу (Ридом), я выступала для десятков тысяч людей, я выступала для самой королевы, но нет ничего сложнее, чем то время, когда ты осознаёшь, что ты поёшь перед теми самыми 15 человек и владельцем бара.
Оригинальный текст (англ.)There are a million things that I could have done that would have made it less difficult in the beginning, but the moments I’m most proud of are those first shows where we managed to get 15 people in a random bar to be committed to what’s happening with the music. I know it’s hard for people to imagine that would be the hardest shows we’ve ever played. I’ve played with Lou [Reed], I’ve played to tens of thousands of people, I’ve played for the Queen, but nothing is harder than those moments when you have the conviction to play in front of those 15 people and own it.
— Эмили Хайнс
Хайнс также говорила, что ей тяжело, когда она сталкивается с трудностями в творческом процессе или когда испытывает недостаток вдохновения. По мнению Эмили, причина любого творческого кризиса — эгоизм. Она добавила: «Не будьте так драгоценны по отношению к себе».

### Другая деятельность
Эмили Хайнс два раза сыграла саму себя в фильмах Очищение (2004) и Этот фильм сломан (2010), однако это были лишь эпизодические роли.
В 2009 году приняла участие в съёмках клипа на песню Games For Days сольного проекта Пола Бэнкса выступающего под творческим псевдонимом Julian Plenti.
С августа 2013 года певица участвует в проекте FLEET4HEARme, целью которого является сделать музыкальное образование как можно более доступным для детей. По этому поводу Хайнс сказала следующее: «Я чувствую, что каждый, кто хочет играть на инструменте, должен иметь такую возможность».

## Используемые музыкальные инструменты
Во время концертных выступлений в составе Metric Эмили Хайнс поёт и играет на двух синтезаторах. Преимущественно Эмили использует синтезатор Sequential Circuits Pro-One. Хайнс, помимо Pro-One, играет на Kawai MP9000, а с недавнего времени на E-mu Systems или Clavia Nord Wave.
Во время некоторых концертов Хайнс также играет на тамбурине или электрогитаре. На акустических выступлениях Metric Эмили поёт и иногда играет на фортепиано или гармонике.
Эмили пела и играла на фортепиано в рамках гастролей сольного проекта Emily Haines & The Soft Skeleton.

## Дискография

### Сольный альбом
- Cut in Half and Also Double (1996)

### Metric
Студийные альбомы
- Old World Underground, Where Are You Now? (2003)
- Live It Out (2005)
- Grow Up and Blow Away (2007)
- Fantasies (2009)
- Synthetica (2012)
- Pagans in Vegas (2015)
- Art of Doubt  (2018)

### Emily Haines & The Soft Skeleton
Студийные альбомы
- Knives Don’t Have Your Back (2006)
- Choir of the Mind (2017)

Мини-альбомы
- What Is Free to a Good Home? (2007)

Синглы
- «Doctor Blind» (2006)
- «Our Hell» (2006)

### Сотрудничество с другими музыкантами
| Исполнитель                   | Песня                                   | Альбом и год выпуска                      |
| ----------------------------- | --------------------------------------- | ----------------------------------------- |
| Broken Social Scene           | «Anthems for a Seventeen-Year-Old Girl» | You Forgot It in People (2002)            |
| Broken Social Scene           | «Looks Just Like the Sun»               | You Forgot It in People (2002)            |
| Broken Social Scene           | «Backyards»                             | Bee Hives (2004)                          |
| Broken Social Scene           | «Windsurfing Nation»                    | Broken Social Scene (2005)                |
| Broken Social Scene           | «Swimmers»                              | Broken Social Scene (2005)                |
| Broken Social Scene           | «Superconnected»                        | Broken Social Scene (2005)                |
| Broken Social Scene           | «Bandwitch»                             | Broken Social Scene (2005)                |
| Broken Social Scene           | «Her Disappearing Theme»                | To Be You and Me EP (2005)                |
| Broken Social Scene           | «Sentimental X’s»                       | Forgiveness Rock Record (2010)            |
| Delerium                      | «Stopwatch Hearts»                      | Chimera (2003)                            |
| Delerium                      | «Glimmer»                               | Rarities & B-sides (2015)                 |
| Джейсон Коллетт               | «Hangover Days»                         | Idols of Exile (2005)                     |
| k-os                          | «Uptown Girl»                           | Yes! (2009)                               |
| KC Accidental                 | «Them (Pop Song No. 3333)»              | Anthems for the Could’ve Bin Pills (2000) |
| MSTRKRFT                      | «She’s Good for Business»               | The Looks (2006)                          |
| Stars                         | «Going, Going, Gone»                    | Nightsongs (2001)                         |
| Stars                         | «On Peak Hill»                          | Nightsongs (2001)                         |
| The Stills                    | «Baby Blues»                            | Without Feathers (2006)                   |
| Tiësto                        | «Knock You Out»                         | Kaleidoscope (2009)                       |
| The Crystal Method            | «Come Back Clean»                       | Divided by Night (2009)                   |
| Todor Kobakov                 | «Carpe Diem»                            | Pop Music (2009)                          |
| Акция Young Artists for Haiti | «Wavin’ Flag»                           | —                                         |

## Фильмография
| Год  | Название            | Роль  |
| ---- | ------------------- | ----- |
| 2004 | «Очищение»          | камео |
| 2010 | «Этот фильм разбит» | камео |